# كاري غيلبرت
كاري غيلبرت (بالإنجليزية: Cary Gilbert)‏ هو كاتب أغاني وملحن أمريكي، ولد في 20 مارس 1942، وتوفي في 15 فبراير 1993.